# District de Hunnan
Le district de Hunnan (浑南区, húnnán qū), autrefois, district de Dongling (东陵区, dōnglíng qū) est une subdivision administrative de la province du Liaoning en Chine. Il est placé sous la juridiction de la ville sous-provinciale de Shenyang.
On y trouve notamment le musée provincial du Liaoning.